# Bulbophyllum bittnerianum
Bulbophyllum bittnerianum är en orkidéart som beskrevs av Rudolf Schlechter. Bulbophyllum bittnerianum ingår i släktet Bulbophyllum och familjen orkidéer. Inga underarter finns listade i Catalogue of Life.

## Bildgalleri

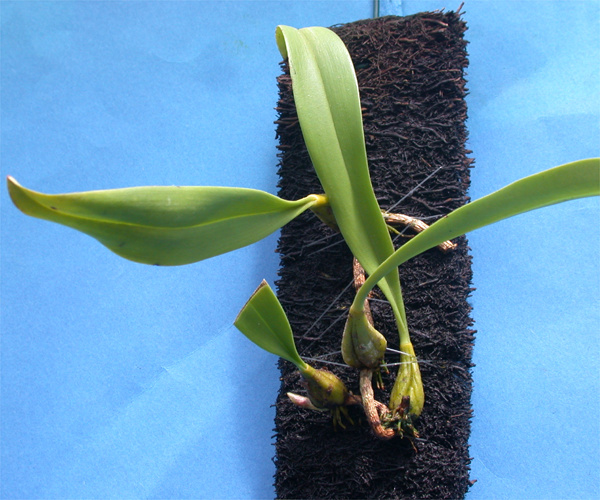
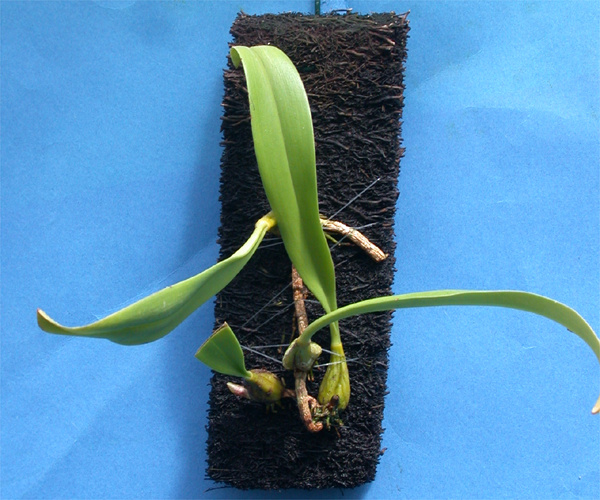